# گلزار (کابل)
گلزار (به لاتین: Golzar) یک منطقهٔ مسکونی در افغانستان است که در ولایت کابل واقع شده‌است. گلزار ۱٬۷۲۲ متر بالاتر از سطح دریا واقع شده‌است.